# Kirchplatz Atens

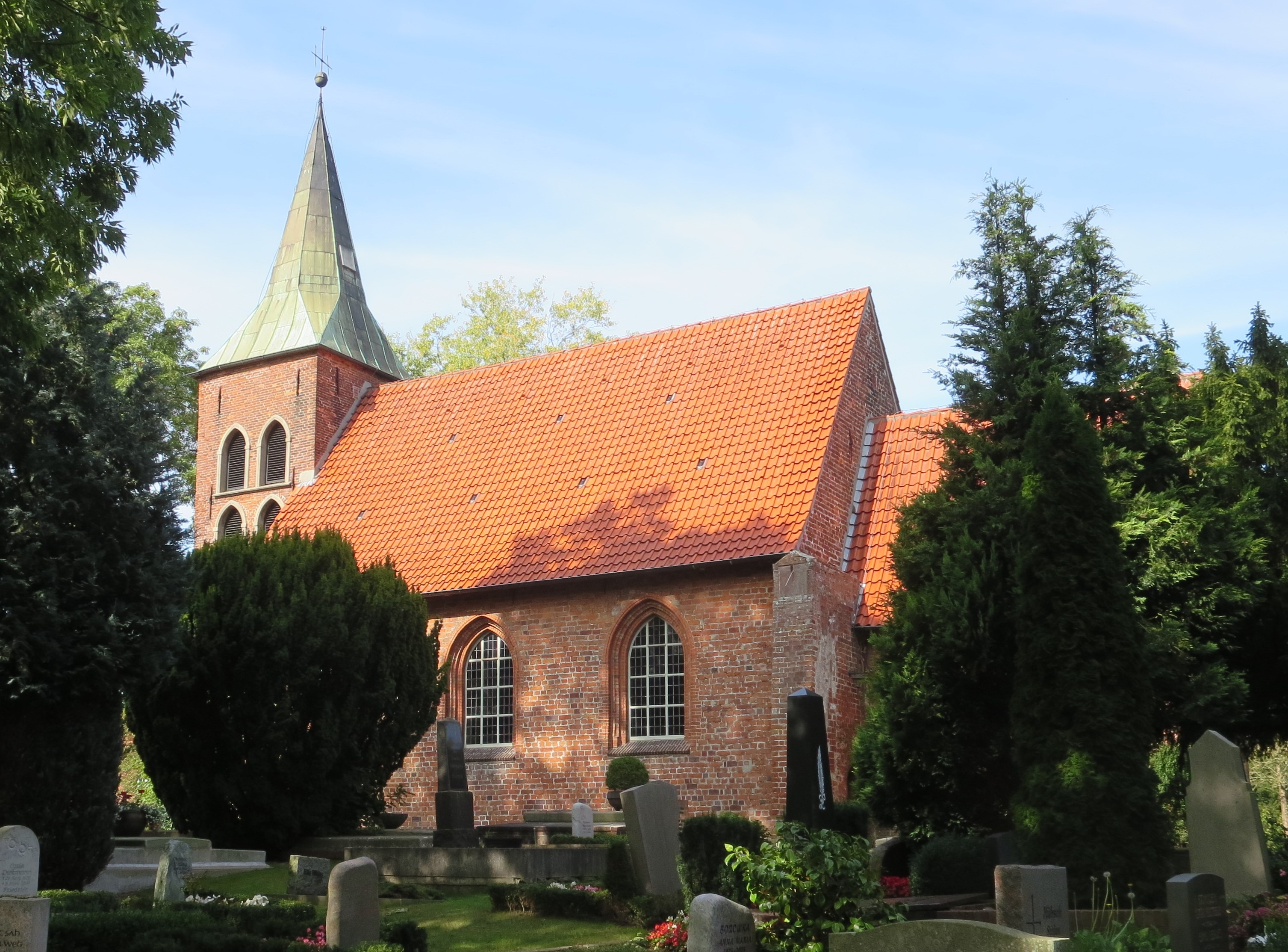
St.-Marien-Kirche

Auf und bei dem Kirchplatz Atens, Bauernweg und Wehrdeich, im niedersächsischen Nordenham-Atens im Landkreis Wesermarsch befindet sich eine Gruppe denkmalgeschützter Bauten und Anlagen mit der Kirche St. Marien aus dem 17. Jahrhundert.
Die Gebäude und Anlagen stehen unter Denkmalschutz (siehe auch Liste der Baudenkmale in Nordenham).

## Geschichte
Seit dem 1. Jh. v. Chr. bestand eine Siedlung auf einer Wurt in Atens. 1404 bauten die Bremer in der Nähe eine Befestigungsanlage, die Vredeborch (Friedeburg).
Von 1505 bis um 1530 gab es das Karmeliterkloster in Atens. Auf deren Grundmauern wurde – wahrscheinlich 1603 – die ev.-luth. Marienkirche für das Kirchspiel Atens gebaut. Daneben bestanden die Kirchspiele Abbehausen, Blexen und Esenshamm. Eine kleine alte Kirche in Atens war so marode, dass Graf Johann VII. von Oldenburg und Delmenhorst 1573 darauf bestand, dass das Kirchspiel ihre „olde karspell karcke“ auf eigene Kosten wiederherstellen sollte. 1605/06 erfolgte der Bau einer neuen Kirche auf den Grundmauern des Klosters und eine Kirchschule wurde betrieben.
Zu der denkmalgeschützten Gruppe auf der Wurt des Kirchplatzes Atens gehören:
- die Saalkirche St.-Marien, wahrscheinlich von 1606, mit rechteckigem eingerückten Chor (weiteres siehe beim Artikel),[2]
- der quadratische Westturm von 1781 mit einem spitzen achteckigen Turmhelm, anstelle eines baufälligen Vorgängerturms,
- der Alte Friedhof mit altem Baumbestand (dieser Friedhof und die beiden Friedhöfe in Blexen werden gemeinsam verwaltet vom Kirchenverband Blexen-Nordenham),[3][4]
- das verklinkerte Pastorat mit Walmdach,[5]
- ein eingeschossiges verklinkertes Nebengebäude mit Satteldach und Tor,[6]
- der Graft als Wasserlauf
- und weiterer alter Baumbestand als Alleen.

Das Landesdenkmalamt befand zur Bedeutung der Gruppe: „… geschichtlich, wissenschaftlich, städtebaulich …“